# Monte Patuha
El monte Pathua es un estratovolcán doble en el suroeste de Bandung en Java Barat, Indonesia.
La cumbre tiene dos cráteres volcánicos de 600 metros de distancia. El noroeste del crácter es seco, pero el sureste tiene un lago de cráter de color blanco verdoso, llamado Kawah Putih (o cráter blanco). Hay una mina de azufre en Kawah Putih. No ha habido erupciones históricas en el monte Patuha.